# 宮崎城
宮崎城（みやざきじょう）は、宮崎県宮崎市池内町にあったとされる日本の城（山城）。1335年（建武2年）もしくは1336年（延元元年）築城。 南朝方勢力だった図師六郎入道隋円・慈円父子が築いた。伊東四十八城の一つ。別名「池内城」。

## 歴史
宮崎城は、図師六郎入道慈円が南朝方に応じて挙兵した際に建てられた後、北朝方の土持宣栄によって攻められて落城した。その後は土持氏の持城だったが、1446年（文安4年）に伊東祐堯が攻略して、家臣落合彦左衛門を城主とし、伊東四十八城の一つに位置づけられた。1536年（天文5年）には伊東氏当主・伊東義祐（三位入道）が佐土原城が火災で焼けてしまったため、居城を移した。飫肥城攻略の重要な戦略基地として機能した。1577年（天正5年）、島津氏からの侵略により伊東氏が一時的に衰退した際は島津氏の持城となる。
1587年（天正15年）豊臣秀吉の九州征伐の際に島津氏は放逐され、宮崎城は延岡城主高橋元種の所領となったが、1600年（慶長5年）の関ヶ原の戦いで高橋氏は豊臣方に与したため、徳川家康に与した伊東氏家老・稲津掃部助によって攻められ宮崎城は一日で落城。掃部助は宮崎城を接収し入城した。
しかし、高橋元種は美濃国大垣城攻めの際に徳川方に寝返り本領安堵となっていたため、翌1601年（慶長6年）に宮崎城は伊東氏から高橋氏に返還された。その後宮崎城は、1615年（元和元年）の一国一城令によって廃城となった。

## 地理
宮崎城は、宮崎平野を一望するように南北に長く伸びた丘陵に築かれ、丘陵の南麓を大淀川が流れる天然要害の地である。自然の地形を有効に利用し、本丸・野首城・服部城・彦右衛門城・百貫城などの独立した曲輪からなり、船ヶ崎・万願寺・目引・野首の４つの登城口がある。同じような築城法をとった城として伊東氏の都於郡城がある。